# Amedeo Minghi

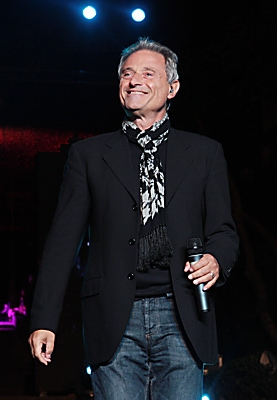
Amedeo Minghi (2009)

Amedeo Minghi (* 12. August 1947 in Rom) ist ein italienischer Cantautore und Komponist. Besonders bekannt ist er für den Nummer-eins-Hit Vattene amore, den er im Duett mit Mietta beim Sanremo-Festival 1990 präsentierte.

## Karriere
Minghis Karriere begann Mitte der 1960er-Jahre, als er einen Songtext für den Komponisten Stelvio Cipriani schrieb und dann seinen ersten Plattenvertrag bei Ricordi bekam. Seine erste Single war Alla fine (1966), allerdings musste er bald darauf seinen Militärdienst antreten. Danach nahm er nach und nach seine Musikkarriere wieder auf, einen ersten Erfolg hatte er 1976 mit der Single L’immenso. Ab 1983 arbeitete er drei Jahre lang mit dem Dichter Gaio Chiocchio zusammen, woraus Erfolgstitel wie St. Michel, Quando l’estate verrà, Sognami, Emanuela e io, Cuore di pace und Ladri di sole hervorgingen. Mit dem Lied 1950 nahm er 1983 erstmals am Sanremo-Festival teil, ohne jedoch das Finale zu erreichen. Danach veröffentlichte Minghi das gleichnamige Album.
Es folgten die Alben Cuori di pace (1986), Serenata (1987) und Le nuvole e la rosa (1988). 1990 kehrte Minghi an der Seite von Mietta nach Sanremo zurück und konnte mit Vattene amore den dritten Platz erreichen; die junge Sängerin hatte im Vorjahr mit einem von Minghi geschriebenen Lied in der Newcomer-Kategorie gewonnen. Im Jahr darauf kam Nenè im Wettbewerb nur noch auf den sechsten, 1993 Notte bella magnifica nur auf den neunten Platz. Nach dem erfolgreichen Album I ricordi del cuore (1992) gab Minghi ein Konzert im Stadio Olimpico und veröffentlichte Livealben sowie eine Kompilation. Für Film und Fernsehen schrieb er daneben auch Soundtracks, darunter zu der ab 1991 erschienenen Märchenfilm-Reihe Prinzessin Fantaghirò. 1996 nahm er mit Cantare è d’amore erneut ohne großen Erfolg am Sanremo-Festival teil.
Beim Sanremo-Festival 2000 versuchte es Minghi im Duett mit Mariella Nava und dem Lied Futuro come te, der Beitrag landete jedoch nur auf dem 14. Platz. Weitere erfolglose Sanremo-Teilnahmen erfolgten 2003 und 2008. 2005 sammelte der Sänger gemeinsam mit dem Schauspieler Lino Banfi Geld für UNICEF. 2007 wurde er mit dem Verdienstorden der Italienischen Republik (Komtur) ausgezeichnet. Nach einem neuen Plattenvertrag mit Sony veröffentlichte Minghi 2016 das jüngste Studioalbum La bussola e il cuore.
Minghi schrieb auch Lieder für u. a. Andrea Bocelli, Francesco De Gregori, Gianni Morandi, Marcella Bella, Ricchi e Poveri, Mia Martini und Anna Oxa.

## Diskografie

### Studioalben
| Jahr | Titel Musiklabel                   | Höchstplatzierung, Gesamtwochen, AuszeichnungChartsChartplatzierungen (Jahr, Titel, Musiklabel, Platzierungen, Wochen, Auszeichnungen, Anmerkungen) | Anmerkungen                            |
| Jahr | Titel Musiklabel                   | IT | Anmerkungen                            |
| ---- | ---------------------------------- | --- | -------------------------------------- |
| 1991 | Nené Fonit Cetra                   | IT7 (10 Wo.)IT |                                        |
| 1992 | I ricordi del cuore Fonit Cetra    | IT2 (24 Wo.)IT |                                        |
| 1994 | Come due soli in cielo Fonit Cetra | IT6 (12 Wo.)IT |                                        |
| 1996 | Cantare è d’amore EMI              | IT7 (16 Wo.)IT |                                        |
| 1998 | Decenni EMI                        | IT6 (24 Wo.)IT |                                        |
| 2000 | Anita EMI                          | IT16 (18 Wo.)IT |                                        |
| 2002 | L’altra faccia della luna EMI      | IT32 (8 Wo.)IT |                                        |
| 2005 | Su di me EMI                       | IT12 (10 Wo.)IT |                                        |
| 2016 | La bussola e il cuore Sony         | IT17 (10 Wo.)IT | Erstveröffentlichung: 14. Oktober 2016 |

Weitere Studioalben
- 1973: Amedeo Minghi (Apollo)
- 1980: Minghi (CBS)
- 1983: 1950 (It)
- 1984: Quando l’estate verrà (EP; RCA)
- 1986: Cuori di pace (RCA)
- 1987: Serenata (Durium)
- 1988: Le nuvole e la rosa (Fonit Cetra)
- 2005: Sotto l’ombrellone (Delta) – mit Lino Banfi

### Soundtracks
- 1991: Fantaghirò (Mercury)
- 1996: Il fantastico mondo di Amedeo Minghi (EMI)
- 2008: L’allenatore nel pallone 2 (Warner)
- 2011: Il fantastico mondo di Fantaghirò (RTI/Edel)
- 2012: Anita Garibaldi (Rai/Edel)

### Livealben
| Jahr | Titel Musiklabel                                          | Höchstplatzierung, Gesamtwochen, AuszeichnungChartsChartplatzierungen (Jahr, Titel, Musiklabel, Platzierungen, Wochen, Auszeichnungen, Anmerkungen) | Anmerkungen                            |
| Jahr | Titel Musiklabel                                          | IT | Anmerkungen                            |
| ---- | --------------------------------------------------------- | --- | -------------------------------------- |
| 1989 | La vita mia Fonit Cetra                                   | IT11 (32 Wo.)IT |                                        |
| 1990 | Amedeo Minghi in concerto Fonit Cetra                     | IT9 (10 Wo.)IT |                                        |
| 1993 | Dallo Stadio Olimpico di Roma Fonit Cetra                 | IT13 (6 Wo.)IT |                                        |
| 2009 | All’Auditorium. L’ascolteranno gli americani Capitol      | IT42 (2 Wo.)IT |                                        |
| 2014 | Suoni tra ieri e domani – Live Nar International          | IT52 (3 Wo.)IT | Erstveröffentlichung: 14. Oktober 2014 |
| 2015 | Di canzone in canzone – Live Collection Nar International | IT70 (1 Wo.)IT |                                        |

Weitere Livealben
- 1995: Come due soli in cielo – Il racconto (Fonit Cetra)
- 2011: Un uomo venuto da lontano (It)

### Kompilationen (Auswahl)
| Jahr | Titel Musiklabel                                              | Höchstplatzierung, Gesamtwochen, AuszeichnungChartsChartplatzierungen (Jahr, Titel, Musiklabel, Platzierungen, Wochen, Auszeichnungen, Anmerkungen) | Anmerkungen                            |
| Jahr | Titel Musiklabel                                              | IT | Anmerkungen                            |
| ---- | ------------------------------------------------------------- | --- | -------------------------------------- |
| 1999 | Minghi Studio Collection EMI                                  | IT18 (15 Wo.)IT |                                        |
| 2000 | Minghi Studio Collection (Sanremo Edition) EMI                | IT39 (7 Wo.)IT |                                        |
| 2006 | L’ascolteranno gli americani. The Platinum Collection Capitol | IT30 (6 Wo.)IT |                                        |
| 2008 | 40 anni di me con voi Halidon                                 | IT46 (4 Wo.)IT | Erstveröffentlichung: 29. Februar 2008 |

### Singles
| Jahr | Titel Album                                                  | Höchstplatzierung, Gesamtwochen, AuszeichnungChartsChartplatzierungen (Jahr, Titel, Album, Platzierungen, Wochen, Auszeichnungen, Anmerkungen) | Anmerkungen                                       |
| Jahr | Titel Album                                                  | IT | Anmerkungen                                       |
| ---- | ------------------------------------------------------------ | --- | ------------------------------------------------- |
| 1990 | Vattene amore Canzoni (Mietta)                               | IT1 Gold (2023) · (32 Wo.)IT | mit Mietta Fonit Cetra SP 1888 Verkäufe: + 50.000 |
| 1991 | Nené                                                         | IT7 (17 Wo.)IT | Fonit Cetra SP 1900 B-Seite: Primula              |
| 2003 | Sarà una canzone L’altra faccia della luna (Sanremo Edition) | IT26 (3 Wo.)IT | EMI                                               |

Weitere Singles
- 1966: Alla fine / Ma per fortuna (Ricordi SRL-10445)
- 1972: Denise / T’amerei (Apollo ZA-50205)
- 1976: L’immenso / L’isola (RCA TPBO-1251)
- 1979: Di più / Prima che sia rumore (CBS 7239)
- 1980: Sicuramente tu / Ti volevo cantare (CBS 8319)
- 1981: Qualcuno / Qualcuno parte 2° (CBS A-1363)
- 1983: 1950 / Sottomarino (It ZBT-7318, IT: Gold)
- 1984: Flash back / All’ombra della grande quercia (RCA BB 6735)
- 1984: Quando l'estate verrà / Emanuela ed io (RCA PB 6761)
- 1985: Il profumo del tempo / C’era una volta la terra mia (RCA Italiana PB 6807; mit Katia Ricciarelli)
- 1985: La musica / Vento disperato (RCA PB 40111)
- 1987: Anni ’60 / Nell’inverno (Durium ld A 8224)
- 2000: Futuro come te (EMI; mit Mariella Nava)
- 2012: Vivi e vedrai (Nar International)
- 2013: Arrivederci a quando non lo so (Nar International)
- 2014: Io non ti lascerò mai (Nar International)
- 2016: Per ricordarmi (All Muses; mit Aga)
- 2016: Com’è bello il mondo (Sony)
- 2017: Pensando a te (Sony)
- 2018: Tutto il tempo (Clodio Music)

## Bibliografie
- Amedeo Minghi mit Paolo Audino: L’ascolteranno gli americani. Rai Eri, 2006, ISBN 88-397-1382-4.
- Amedeo Minghi mit Niccolò Carosi: Siamo questa musica. Il pubblico racconta. Terre Sommerse, 2017, ISBN 978-88-6901-075-0.

## Belege
1. ↑  Minghi Sig. Amedeo. In: Quirinale.it. Abgerufen am 26. Mai 2018 (italienisch).
2. 1 2 3  Chartquellen (Alben):
  - M&D-Chartarchiv. Musica e dischi, archiviert vom Original (nicht mehr online verfügbar) am 18. August 2007; abgerufen am 27. Mai 2018 (italienisch, kostenpflichtiger Abonnement-Zugang).  Info: Der Archivlink wurde automatisch eingesetzt und noch nicht geprüft. Bitte prüfe Original- und Archivlink gemäß Anleitung und entferne dann diesen Hinweis.
  - Guido Racca & Chartitalia: Top 100 FIMI Album. Lulu, 2013, S. 139.
  - Alben von Amedeo Minghi. In: Italiancharts.com. Hung Medien, archiviert vom Original (nicht mehr online verfügbar) am 28. Mai 2018; abgerufen am 27. Mai 2018.  Info: Der Archivlink wurde automatisch eingesetzt und noch nicht geprüft. Bitte prüfe Original- und Archivlink gemäß Anleitung und entferne dann diesen Hinweis.
3. ↑  Auszeichnungen für Musikverkäufe: IT
4. ↑  Chartquellen (Singles):
  - M&D-Chartarchiv. Musica e dischi, archiviert vom Original (nicht mehr online verfügbar) am 18. August 2007; abgerufen am 27. Mai 2018 (italienisch, kostenpflichtiger Abonnement-Zugang).  Info: Der Archivlink wurde automatisch eingesetzt und noch nicht geprüft. Bitte prüfe Original- und Archivlink gemäß Anleitung und entferne dann diesen Hinweis.
  - Guido Racca & Chartitalia: Top 100 FIMI Singoli. Lulu, 2013, S. 121.

| Personendaten    | Personendaten                          |
| ---------------- | -------------------------------------- |
| NAME             | Minghi, Amedeo                         |
| KURZBESCHREIBUNG | italienischer Cantautore und Komponist |
| GEBURTSDATUM     | 12. August 1947                        |
| GEBURTSORT       | Rom                                    |